# Claude Kordon
Claude Kordon, né le 11 avril 1934 à Genève et mort le 2 juin 2008 à Paris 15e,,, est un biologiste français spécialiste en endocrinologie et neuroendocrinologie.

## Biographie
Claude Kordon a grandi et fait ses études à Genève jusqu'à la licence, puis obtient, auprès de Jacques Benoît, son doctorat de sciences en 1966 à l'Université de Paris avant de devenir chercheur au CNRS,. Il a été de 1975 à 1999 directeur de l'unité 159 de l'INSERM, à Paris, s'intéressant aux recherches sur la dynamique des ensembles neuroendocriniens.
Claude Kordon a été très impliqué dans les structures administratives du CNRS (membre du conseil scientifique de 1980 à 1985) et de l'INSERM (membre du conseil scientifique de 1986 à 1990 ; membre du CODIS de 1991 à 1996). Il a été membre du Comité consultatif national d'éthique de 2002 à 2008.
Il a été également éditeur en chef de la revue Neuroendocrinology (1994-2005) et membre fondateur et premier président d’Euroscience (en) (1997-2001).

## Apports scientifiques
Depuis sa thèse d'État ayant porté sur « la physiologie du contrôle hypothalamique de la fonction gonadotrope », les travaux de Claude Kordon se sont principalement orientés vers la neuroendocrinologie, c'est-à-dire le rôle et les fonctions des hormones (notamment de l'hormone de croissance) dans le cerveau au niveau de leurs actions sur le comportement, la physiologie, et le système immunitaire.

## Ouvrages
- Coauteur de plus de 300 articles dans des revues internationales[2]
- Communication cellulaire et pathologie, Éditions Inserm/John Libbey, Paris, 1986
- Le Langage des cellules[6], Hachette, Paris, 1987  (ISBN 2010160959)
- Le Cerveau, Presses de la Cité, Paris, 1990  (ISBN 2266048074)
- L'Hormone de croissance par Claude Kordon et Marie-Thérèse Bluet-Pajot, Paris, 2006  (ISBN 2717851461)
- Sciences de l'homme et sciences de la nature : essais d'épistémologie comparée par	Claude Grignon et Claude Kordon, éditions Maison des Sciences de l'Homme, 2009,  (ISBN 9782735112432).